# Fuligo
Fuligo is een geslacht van plasmodiale slijmzwammen uit de familie Physaraceae. De wetenschappelijke naam werd gepubliceerd in 1768 door Albrecht von Haller.

## Kenmerken
De vruchtlichamen zijn aethalia, die af en toe een omtrek van enkele decimeters bereiken. Ze bestaan uit verschillende individuele vruchtlichamen die nauw met elkaar verweven zijn en soms buisvormig tot onregelmatig van vorm zijn en een kalkhoudend pseudocapillitium hebben dat meestal slechts rudimentair is, maar zelden volledig bewaard. Over het algemeen zijn ze afgerond tot onregelmatig van vorm, anders plat tot gewelfd, kussenvormig. De membraanachtige hypothallus steekt slechts een klein stukje boven de basis van het vruchtlichaam uit en is vezelachtig netvormig tot sponsachtig poreus. De soms ontbrekende buitenhuid (cortex) stevig tot broos en glad tot schuimachtig opgeruwd.
Het physaroid tot gedeeltelijk badhamoid capillitium bestaat uit spoelvormige kalkachtige knobbeltjes die onregelmatig langwerpig of schelpvormig zijn. De draden zijn netvormig met elkaar verbonden en kunnen af en toe ook ontbreken. De sporen zijn in bulp donkerbruin tot zwart van kleur.

## Soorten
Volgens Index Fungorum telt het geslacht elf soorten (peildatum augustus 2023):
| Soortnaam                                | Auteur(s)                        | Publicatiejaar |
| ---------------------------------------- | -------------------------------- | -------------- |
| Fuligo aurea                             | (Penz.) Y. Yamam.                | 1998           |
| Fuligo candida                           | Pers.                            | 1796           |
| Fuligo cinerea (Grijs kalkkussen)        | (Schwein.) Morgan                | 1896           |
| Fuligo gyrosa (Rozetvormig kalkkopje)    | (Rostaf.) E. Jahn                | 1902           |
| Fuligo intermedia (Dunwandig kalkkussen) | T. Macbr.                        | 1922           |
| Fuligo leviderma (Glad kalkkussen)       | H. Neubert, Nowotny & K. Baumann | 1995           |
| Fuligo luteonitens (Peppelkalkkussen)    | L.G. Krieglst. & Nowotny         | 1995           |
| Fuligo megaspora                         | Sturgis                          | 1913           |
| Fuligo muscorum                          | Alb. & Schwein.                  | 1805           |
| Fuligo rufa                              | Pers.                            | 1794           |
| Fuligo septica (Heksenboter)             | (L.) F.H. Wigg.                  | 1780           |